# Drymodes superciliaris
Petróica-mateira-do-norte ou papinho-do-mato-do-cabo-york (Drymodes superciliaris) é uma espécie de ave da família Petroicidae.
Pode ser encontrada nos seguintes países: Austrália, Indonésia e Papua-Nova Guiné.